# R18 (Drohne)
Die R18-Drohne (R-18) ist ein ukrainisches unbemanntes Luftfahrzeug, das von der ukrainischen Aeroroswidka („Luftaufklärung“) entwickelt wurde, um feindliche Ziele mit Munition anzugreifen. Der Drohnenbomber wird vom Militär der Ukraine im Russisch-Ukrainischen Krieg eingesetzt.

## Geschichte
Im Jahr 2016 startete Aerorozvidka ein Programm zur Entwicklung der ersten Prototypen ihrer eigenen unbemannten Luftfahrzeuge. Im Jahr 2019 wurde das Modell endgültig getestet, es wurde während einer speziellen Operation im Donbas eingesetzt.

## Einsatz
Die R18 ist eine Drohne, die sowohl militärischen als auch zivilen Zwecken dient. Der Oktokopter kann als Überwachungs- und Suchmittel eingesetzt werden, um Fracht zu liefern oder Schaden anzurichten. Die letzte Funktion wird in der Aeroroswidka als die relevanteste bezeichnet, da auch andere, mit Kameras ausgestattete Drohnen Informationen sammeln können (Stand: 2022). Der Drohnenbomber soll feindliche Ausrüstung, kleine militärische Befestigungen und Munitionslager zerstören.

## Anwendung
Der Kampfeinsatz der R18-Drohnen begann 2019 während des Russisch-Ukrainischen Krieges. Mit dem Oktokopter wird hauptsächlich nachts angegriffen. Ziele von Drohnenangriffen sind nach Angaben der ukrainischen Militärs meist feindliche Geschütze, Panzer, gepanzerte Fahrzeuge und Lastwagen.

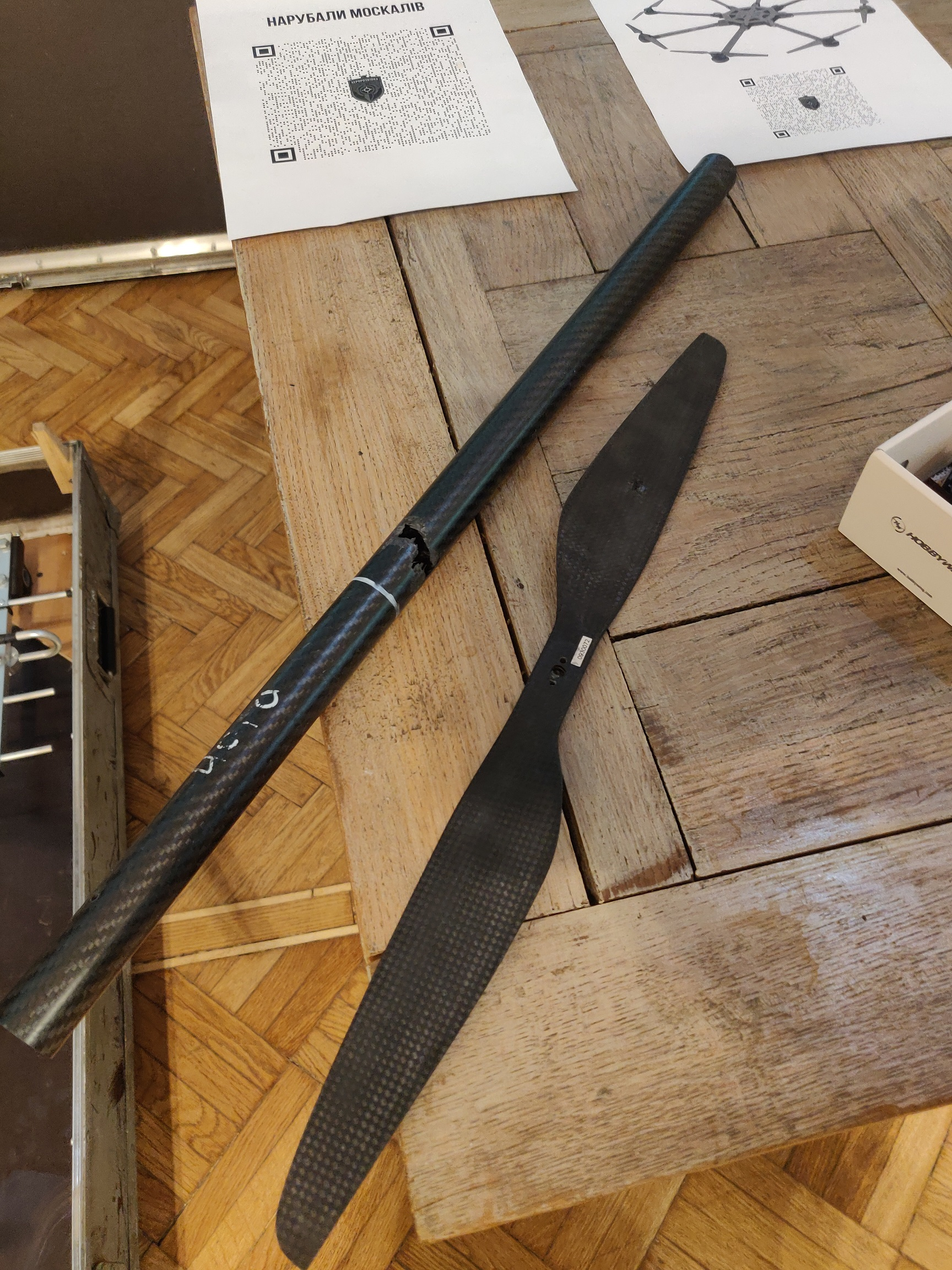
Teile einer R18-Drohne, die durch Gegnerbeschuss beschädigt wurden (2022)

Am ersten Tag des Russischen Überfalls auf die Ukraine 2022 bereitete eine der Kampfeinheiten Ausrüstung vor und zog in das Gebiet des Flugplatzes in Hostomel. Durch horizontale Kommunikation begannen Vertreter des Luftgeheimdienstes, mit den Beteiligten zu kommunizieren und setzten in der ersten Nacht die R18-Drohne ein, um Fallschirmjägern am Flughafen Schaden zuzufügen.
Ab Juli 2022 kämpfen 20 Besatzungstruppen der R18-Drohnen an der Front des russisch-ukrainischen Krieges, die mehr als 100 Einheiten feindlicher Ausrüstung neutralisiert haben sollen. Im Juni legte Aeroroswidka fest, dass R18-Drohnen von der Hauptnachrichtendirektion, der Spezialeinheiten der ukrainischen Streitkräfte und anderen Strukturen des Verteidigungsministeriums, der Nationalgarde, dem Sicherheitsdienst der Ukraine und anderen Einheiten der Sicherheits- und Verteidigungskräfte der Ukraine eingesetzt werden.

## Eigenschaften
Die R18-Drohne ist ein unbemanntes Luftfahrzeug mit mehreren Rotoren. Es ist ein Oktokopter, also ein Multikopter mit acht Propellern. Dementsprechend hat die Drohne acht Motoren. Diese Anzahl von Motoren wird für eine höhere Zuverlässigkeit gebraucht. Die Drohne startet und landet vertikal. Für den Drohnenbau werden ukrainische und importierte Komponenten verwendet.

### Rüstung
Um die R18-Drohne als Bomber einzusetzen, werden sowjetische kumulative Panzerabwehrgranaten RKG-3 eingesetzt, die als RKG-1600-Bomben von Büchsenmachern des Mayak-Werks umgebaut wurden (das Gewicht einer Bombe ist 1,6 kg). Deren Sprengkraft ist in der Lage, ein leicht gepanzertes Objekt mit einem Angriff von oben kampfunfähig zu machen. Die Treffergenauigkeit mit dem RKG-1600 beträgt nach ukrainischen Militärangaben einen Quadratmeter aus einer Höhe von 300 Metern. Die R18-Drohne kann drei solcher Sprengkörper tragen. Die Drohne kann ohne zusätzliche Wartung oder Reparatur bis zu 40 Einsätze fliegen.

### Andere Eigenschaften

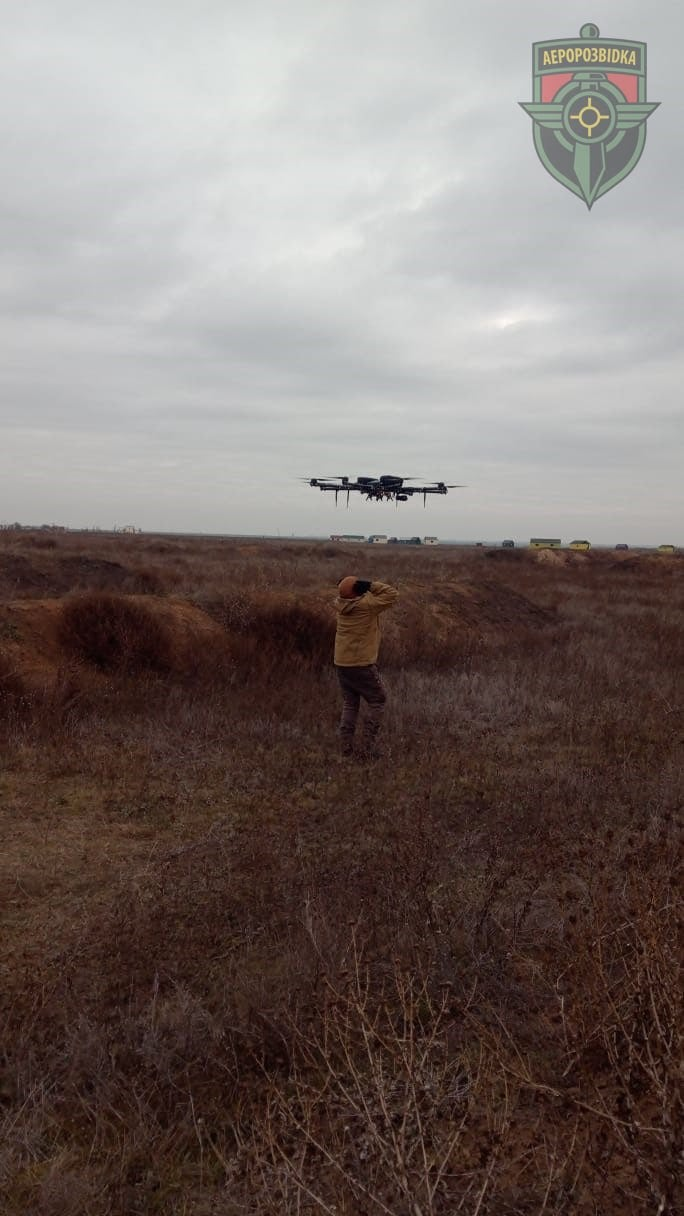
Landung der R18-Drohne nach einem Testlauf, 2020

- Bereitstellungszeit des Luftfahrzeugs – bis zu 15 Minuten;[3][4]
- Ausstattung mit einer Wärmebildkamera – ja;[2][8][17]
- Anzahl der Halterungen für Geschosse — 3 Stück;[4]
- Gesamtgewicht — 17 kg;[17]
  - Gewicht ohne Batterien — 6,45 kg;[17]
  - das Gewicht des Batterie-Paares beträgt 5,55 kg;[17]
  - das Gewicht der Halterung der Wärmebildkamera — 490 g;[17]
  - Nutzlast – bis zu 5 kg;[3][4][11][12][17][19]
- Munition Fallhöhe – bis zu 300 m[9] / von 100 bis 300 m;[4][12]
- Geschwindigkeit — 12 m/s;[17][20]
- vertikale Geschwindigkeit – 2,5 m/s;[17][20]
- Windwiderstand — 10 m/s;[17]
- Umgebungstemperaturbereich – von −15 bis +35 °C;[17]
- Reichweite — 5 km;[9]
- Anwendungsentfernung – 20 km;[17][20]
- Flugdauer – 45 Minuten;[17][20]
- Gesamtabmessungen (Transport) — 1200 × 1200 × 400 mm;[20]
- Batterietyp – Li-ion 6s 24v 32500mah x 2.[20]

## Ausbildung
Die Ausbildung eines R18-Drohnenpiloten dauert zwei bis vier Wochen.

## Tests

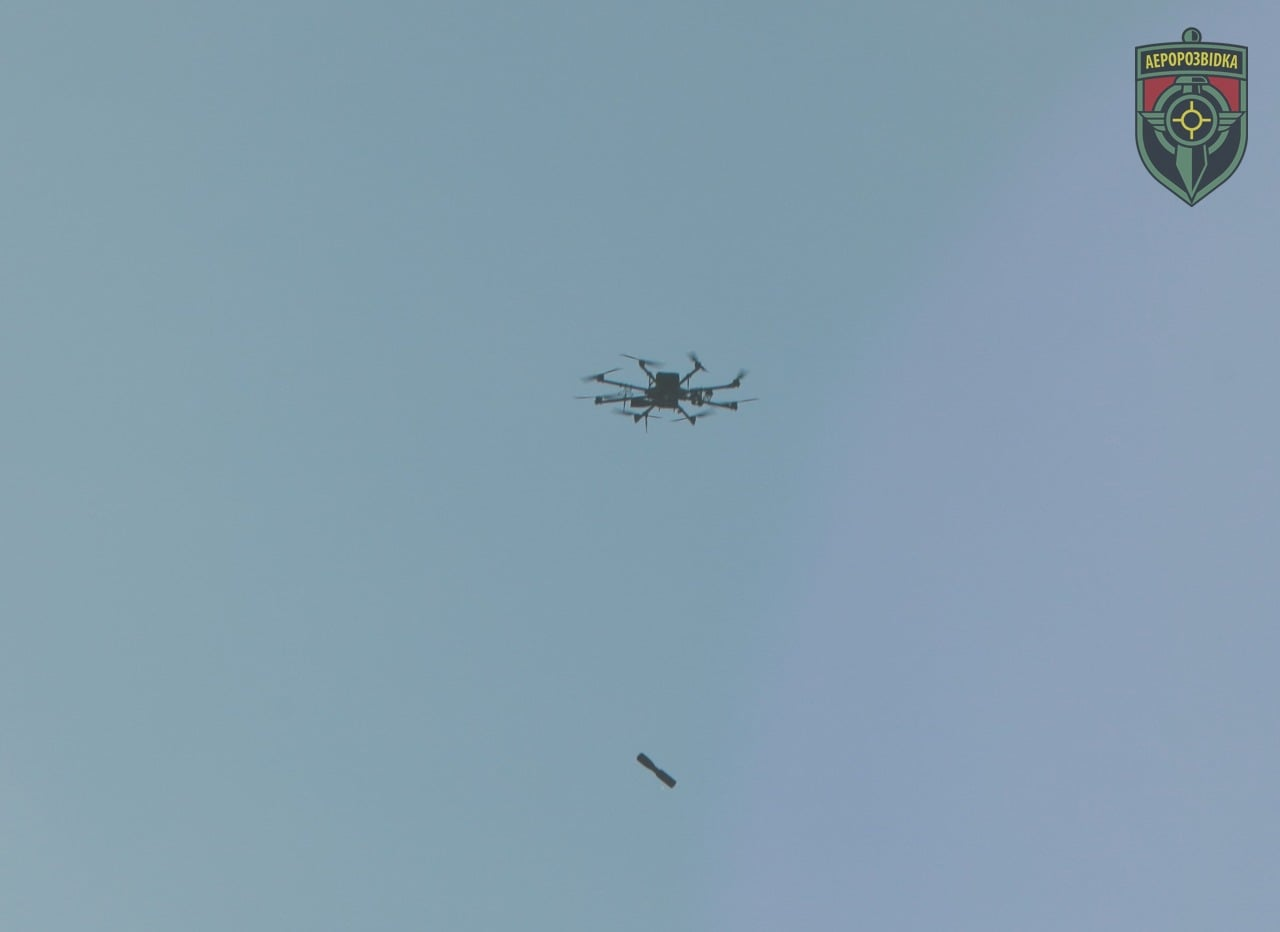
Testlauf der R18-Drohne auf dem Trainingsgelände „Shirokyi Lan“, 2020

2020 wurden Testabwürfe neuer Trainings- und Simulationsmunition RKG-1600 aus dem R18-Oktokopter während der Kommando- und Stabsübungen auf dem Gelände des 235. Mehrzweck-Militärausbildungszentrums (Trainingsgelände “Shirokiy Lan”) durchgeführt. Dies war das erste Mal, dass eine Aeroroswidka-Angriffsdrohne ins Kampftrainingsprogramm aufgenommen wurde. Während der Tests trafen Drohnen-Operatoren erfolgreich alle Ziele.

## Finanzierung
Aeroroswidka sammelt unabhängig Spendengelder für die Produktion der R18-Drohnen.

## Bewertungen
Laut Aeroroswidka zeichnet sich der Einsatz der R18-Oktokoptern an der Front im seit 2014 andauernden russisch-ukrainischen Krieg durch eine hohe Rentabilität aus. Es wird darauf hingewiesen, dass es mit Hilfe relativ billiger Ausrüstung möglich ist, dem Feind große Verluste zuzufügen: „Wir haben berechnet, dass 1 US-Dollar, der in die Produktion der R18-Drohne investiert wird, dem Feind 1.000 US-Dollar Schaden zufügt. Wenn die Drohne ein Fahrzeug wie z. B. einen Panzer trifft, zahlt sich das innerhalb eines Flugeinsatzes aus. Schließlich ist die zerstörte Ausrüstung Millionen wert, und die Ausrüstung, mit der wir arbeiten, ist Zehn- oder Hunderttausende wert.“